# WE (John Dickinson regénye)
A WE (magyarul: MI) John Dickinson 2010-ben megjelent sci-fi regénye. A szerző egy olyan jövendőbeli világot fest, ahol a jelenleg népszerű Internet, Facebook, mobil-telefonokra alapuló kommunikációt extrém szintig fejlesztették. Az emberek többé nem tanulnak meg beszélni, mindenki üzeneteken, képeken, videó-tartalmakon keresztül társalog, és mindenki egy nagyon összetett rendszer, a Világ Füle része (angolul World Ear, röviden WE, innen ered a könyv címe).
Ebbe a rendszerbe egy tökéletesen beillő személyt elküldenek a Naprendszer legtávolabb, legsötétebb pontjára, ahol a Világ Füle nem működik. Rajta kívül még három személy él ott. Segítségükkel meg kell tanulnia beszélni, valamint megtanulni a „régies” emberi viselkedésnormákat. A sivár jég-borította hold lesz otthona élete végéig. És ekkor nézhet vissza a Földre melyet elhagyott, és rájöhet, hogy mi lett az emberiségből.

## Tartalom
|  | Alább a cselekmény részletei következnek! |

A WE („mi”), ahogy a regény egyik szereplője magyarázza, nem más mint a „World Ear” (Világ Füle). Ezért a „mi” valójában a Világ Füle által több milliárd összekötött eszméletet jelenti. Az ember füle mögé egy kis szerkezetet helyeznek, és ez teszi lehetővé az egészet, hogy működjön. Egyszerű gyakorlatokkal egy újszülött pár hónap alatt megtanul kommunikálni a Világ Fülén keresztül.
A Világ Füle pedig a mai szociális hálózatok logikus továbbfejlődése. Minden tevékenységet meg lehet osztani, és minden döntést meg lehet hozni kollektív megegyezésen keresztül. Senki se ismeretlen. Mindenki tud mindent mindenkiről, beleértve a kort, foglalkozást, társadalmi helyzetet és még a társadalomellenes jellemvonásokat is („ha van egyáltalán”).
Ez a helyzet a Földön. Paul Munro, a főszereplő, egy ilyen világban él. Viszont „szükség jelenik” arra, hogy elköltözzön az egyik Naprendszer szélén található holdra, ahol a Világ Füle nem működik. Amikor megérkezik új otthonába, meglátja a többi ott lakó ember, akik az alacsony gravitáció miatt deformálódtak, izomzatuk majdnem eltűnt, fejük nagy és dagadt lett. Ezen kívül megtanultak beszélni, és többféle társasági rituált tartanak be (pl. a kávézást és a közös ebédeket). Paulnak ez mind új dolog, és eleinte nehézkesen beszél, valamint elkülönül a többiektől. Nemsokára elkezd dolgozni azon, amiért el lett küldve: a Földre küldött adások néha meghibásodnak, és neki föl kell fedeznie miért.
A holdon fekvő bázis másik három lakója rossz szemmel néznek az emberi társadalomra. Paul-lal megosztják eszméjüket, mely szerint a WE az emberi individualitás végét jelenti, és hogy a kollektív elpusztítja az emberi lét lényegét. Viszont Paul nem egyezik velük, és feltételezi, hogy valamit rejtenek tőle. A főszereplő egymás után próbálja bebizonyítani elméleteit, amivel igazolni tudná a Földet, viszont mind tévesnek bizonyulnak, és lassan összeveszik a bázis összes többi lakójával. Miután már minden kapcsolatot tönkretett, Paul bezárkózik szobájába, és ekkor rájön, mi volt a Földre küldött adások meghibásodásának oka.
|  | Itt a vége a cselekmény részletezésének! |

## Analízis
A történet klausztrofóbikus érzést kelt. A könyv sok különböző ötletet foglal magába, ezért a mese elég kiterjedt. Sok mindenről lehet elmélkedni. A feszültség folyton növekszik ahogy Paul küzd, hogy fölfedezze mi történik valójában, és hogy eldöntse mit kellene neki egyedül tennie. A bázison élő négy szereplő élete unalmas és mindennapos, de tele van gyanakvással, apró veszekedésekkel, vetélkedésekkel és szexuális feszültséggel. Viszont ami érdekes bennük pont az, hogy mennyire emberiek. A konfliktusok fájdalmasak, nem csak Paulnak, hanem az olvasó számára is. Mindegyiküknek vannak saját elképzelései és gondolatai, és ez a történet kulcsfontossága, amin keresztül az író bemutatja, mit jelent embernek lenni.
A technikai szempontok elég reálisan vannak megírva (az űrlift, a Világ Füle korlátai, a test fiziológiai változásai az alacsony gravitáció hatására, a hőmérséklet, az éghajlat...). Az író áttanulmányozta a témát mielőtt hozzáfogott volna, és a jelenleg ismert fizikai törvényeket próbálta betartani. A távoli gázóriás és a jeges holdja is részletesen le van írva.

## Olvasói reakció
Az Amazon.co.uk weboldalon az olvasók 3,8 / 5 csillaggal jutalmazták. A fő kritika az, hogy a könyv hirtelen befejeződik. Miután Paul fölfedezi az adások károsodásának okát, egy egészen új történet nyílik meg előttünk, amit az író nem fejleszt tovább. Sok kérdés nyitva marad, amelyre egy esetleges folytatásban kapunk választ.
| goodreads    | 4,00 / 5 |
| Amazon.co.uk | 3,8 / 5  |
| The Bookbag  | 5 / 5    |
| SF Signal    | 2 / 5    |